# Busta Rhymes
Busta Rhymes (rođen kao Trevor Tahiem Smith Jr., Brooklyn, New York, SAD, 20. svibnja 1972.) američki je reper, tekstopisac i glumac.

## Raniji život
Busta Rhymes je rođen u Brooklynu, New Yorku. Ime majke mu je Geraldine Green, a oca Trevor Smith

## Karijera
Svoju glazbenu karijeru započeo je 1991. godine u sklopu rap grupe Leader Of The New School, zajedno s reperima Dinco D-jem i Charlie Brownom. Sastav je svoj veliki proboj ostvario na turneji s Public Enemyjem. Upravo je Chuck D. iz sastava predložio Trevoru Tahiemu Smithu da ime promijeni u Busta Rhymes. Ostalo je povijest. Svoj prvi solo album „The Coming“ objavio je šest godina poslije, sa singlom "Woo-Ha! (Got You All in Check)." Album je zahvaljujući danas monumentalnoj pjesmi brzo skočio na prvo mjesto Billboardove ljestivice Top R&B / Hip-Hop albuma, a kasnije Busti omogućio i prvu Grammy nominaciju za solo rap izvedbu.  I single i album dostigli su platinastu nakladu (milijun prodanih primjeraka), kao i njegov sljedeći LP "When Disaster Strikes".
Nakon što je zacementirao svoj status na čelu hip hop scene, Busta se nadolazećih godina bez puno napora kretao na svom putu uspjeha te izbacio još tri odlična albuma: "ELE: The Final World Front" (1999), " Anarchy " (2000) i " Genesis " (2001). Usput je svom glazbenom CV-u dodao još četiri Grammy nominacije. Svoj zvjezdani trenutak Busta, koji se i ranije rado i često pojavljivao na velikom platnu, iskoristio je za pristojan povratak u Hollywood hit filmovima "Shaft" i "Finding Forrester." Između naredna dva filma "Halloween: Resurrection" i "Narc", Busta je izbacio svoj šesti studijski album " It Ain't Safe No More ". Iako album dobio prosječan prolaz na Billboardovim ljestvicama, ostao je zapamćen po pjesmi "I Know What You Want" u suradnji s Mariahom Carey, čiji je glazbeni spot nominiran za najbolji hip-hop video na MTV Awards 2003. godine. Sedmi studijski album „The Big Bang“ Bustin je najprodavaniji album, koji je već u prvome tjednu prodan u 209,000 primjeraka. Na tom albumu kao izvršni producent pojavio se Dr.Dre.

## Diskografija
- The Coming (1996.)
- When Disaster Strikes (1997.)
- E.L.E. (Extinction Level Event): The Final World Front (1998.)
- Anarchy (2000.)
- Genesis (2001.)
- It Ain't Safe No More (2002.)
- The Big Bang (2006.)
- Back on My B.S. (2009.)
- TBA (2011.)

## Filmografija
- Who's the Man? (1993.), Jawaan
- Strapped (1993.), Buster
- Higher Learning (1995.), Dreads
- Cosby (1997.), Philip
- The Steve Harvey Show (1998.), Zack
- The Wayans Bros (1998.), sebe
- The Jamie Foxx Show (1998.), sebe
- The Rugrats Movie (1998.), Reptar Wagon – glas
- Shaft (2000.), Rasaan
- Finding Forrester (2000.), Terrell Wallace
- Space Ghost Coast to Coast (2001.), sebe
- Narc (2002.), Darnell 'Big D Love' Beery
- Halloween: Resurrection (2002.), Freddie Harris
- 'The Neptunes Present: Dude We're Going to Rio! (2003.), Rhymes
- Death of a Dynasty (2003.)
- Full Clip (2004.), Pope
- Busta Rhymes: Everything Remains Raw (2004.)
- The Boondocks (2007.), Flonominal
- Breaking Point (2009 film) (2009.), Al Bowen

## Vanjske poveznice
- Službena stranica
- Busta Rhymes na Internet Movie Databaseu